# Temporada da NFL de 1998
A Temporada de 1998 da NFL foi a 79ª temporada regular da National Football League, a liga profissional norte-americana de futebol americano.
O Tennessee Oilers se mudou do antigo Liberty Bowl Memorial Stadium em Memphis para o Vanderbilt Stadium em Nashville, esperando a construção do novo estádio (Adelphia Coliseum) também em Nashville.
Esta foi a primeira temporada em que a CBS Sports teve os direitos de transmissão dos jogos da American Football Conference, em detrimento da NBC Sports. Esta temporada também foi a primeira vez que a ESPN trasmitiu o Sunday Night Football.
A temporada terminou no Super Bowl XXXIII quando o Denver Broncos derrotou o Atlanta Falcons.

## Classificação
V = Vitórias, D = Derrotas, E = Empates, PCT = porcentagem de vitórias, PF= Pontos feitos, PS = Pontos sofridos
Classificados para os playoff estão marcados em verde
| AFC East                 |    |    |   |      |     |     |
| Time                     | V  | D  | E | PCT  | PF  | PS  |
| (2) New York Jets        | 12 | 4  | 0 | .750 | 416 | 266 |
| (4) Miami Dolphins       | 10 | 6  | 0 | .625 | 321 | 265 |
| (5) Buffalo Bills        | 10 | 6  | 0 | .625 | 400 | 333 |
| (6) New England Patriots | 9  | 7  | 0 | .563 | 337 | 329 |
| Indianapolis Colts       | 3  | 13 | 0 | .188 | 310 | 444 |
| AFC Central              |    |    |   |      |     |     |
| Time                     | V  | D  | E | PCT  | PF  | PS  |
| (3) Jacksonville Jaguars | 11 | 5  | 0 | .688 | 392 | 338 |
| Tennessee Oilers         | 8  | 8  | 0 | .500 | 330 | 320 |
| Pittsburgh Steelers      | 7  | 9  | 0 | .438 | 263 | 303 |
| Baltimore Ravens         | 6  | 10 | 0 | .375 | 269 | 335 |
| Cincinnati Bengals       | 3  | 13 | 0 | .188 | 268 | 452 |
| AFC West                 |    |    |   |      |     |     |
| Time                     | V  | D  | E | PCT  | PF  | PS  |
| (1) Denver Broncos       | 14 | 2  | 0 | .875 | 501 | 309 |
| Oakland Raiders          | 8  | 8  | 0 | .500 | 288 | 356 |
| Seattle Seahawks         | 8  | 8  | 0 | .500 | 372 | 310 |
| Kansas City Chiefs       | 7  | 9  | 0 | .438 | 327 | 363 |
| San Diego Chargers       | 5  | 11 | 0 | .313 | 241 | 342 |

| NFC East                |    |    |   |      |     |     |
| Time                    | V  | D  | E | PCT  | PF  | PS  |
| (3) Dallas Cowboys      | 10 | 6  | 0 | .625 | 381 | 275 |
| (6) Arizona Cardinals   | 9  | 7  | 0 | .563 | 325 | 378 |
| New York Giants         | 8  | 8  | 0 | .500 | 287 | 309 |
| Washington Redskins     | 6  | 10 | 0 | .375 | 319 | 421 |
| Philadelphia Eagles     | 3  | 13 | 0 | .188 | 161 | 344 |
| NFC Central             |    |    |   |      |     |     |
| Time                    | V  | D  | E | PCT  | PF  | PS  |
| (1) Minnesota Vikings   | 15 | 1  | 0 | .938 | 556 | 296 |
| (5) Green Bay Packers   | 11 | 5  | 0 | .688 | 408 | 319 |
| Tampa Bay Buccaneers    | 8  | 8  | 0 | .500 | 314 | 295 |
| Detroit Lions           | 5  | 11 | 0 | .313 | 306 | 378 |
| Chicago Bears           | 4  | 12 | 0 | .250 | 276 | 368 |
| NFC West                |    |    |   |      |     |     |
| Time                    | V  | D  | E | PCT  | PF  | PS  |
| (2) Atlanta Falcons     | 14 | 2  | 0 | .875 | 442 | 289 |
| (4) San Francisco 49ers | 12 | 4  | 0 | .750 | 479 | 328 |
| New Orleans Saints      | 6  | 10 | 0 | .375 | 305 | 359 |
| Carolina Panthers       | 4  | 12 | 0 | .250 | 336 | 413 |
| St. Louis Rams          | 4  | 12 | 0 | .250 | 285 | 378 |

### Desempate
- Miami terminou a frente de Buffalo na AFC East baseado em mais pontos dentro da divisão (6 contra 0 do Bills).
- Oakland terminou a frente de Seattle na AFC West baseado no confronto direto (2–0).
- Carolina terminou a frente de St. Louis na NFC West baseado no confronto direto (2–0).

## Playoffs
|  | Jogos de Wild Card | Jogos de Wild Card | Jogos de Wild Card |           |           | Playoffs de divisão | Playoffs de divisão | Playoffs de divisão |    |  | Finais de conferência | Finais de conferência | Finais de conferência |    |  | Super Bowl XXXIII | Super Bowl XXXIII | Super Bowl XXXIII |
|  |                    |                    |                    |           |           |                     |                     |                     |    |  |                       |                       |                       |    |  |                   |                   |                   |
|  | 6                  | New England        | 10                 |           |           |                     |                     |                     |    |  |                       |                       |                       |    |  |                   |                   |                   |
|  | 3                  | Jacksonville       | 25                 |           |           |                     |                     |                     |    |  |                       |                       |                       |    |  |                   |                   |                   |
|  | 3                  | Jacksonville       | 25                 |           | 3         | Jacksonville        | 24                  |                     |    |  |                       |                       |                       |    |  |                   |                   |                   |
|  |                    |                    |                    |           | 3         | Jacksonville        | 24                  |                     |    |  |                       |                       |                       |    |  |                   |                   |                   |
|  |                    |                    | 2                  | N.Y. Jets | 34        |                     |                     |                     |    |  |                       |                       |                       |    |  |                   |                   |                   |
|  |                    |                    | 2                  | N.Y. Jets | 34        |                     |                     |                     |    |  |                       |                       |                       |    |  |                   |                   |                   |
|  |                    |                    |                    |           |           |                     |                     |                     |    |  |                       |                       |                       |    |  |                   |                   |                   |
|  |                    |                    |                    |           |           |                     |                     |                     |    |  |                       |                       |                       |    |  |                   |                   |                   |
|  |                    |                    |                    |           |           |                     | 2                   | N.Y. Jets           | 10 |  |                       |                       |                       |    |  |                   |                   |                   |
|  | AFC                |                    |                    |           |           |                     | 2                   | N.Y. Jets           | 10 |  |                       |                       |                       |    |  |                   |                   |                   |
|  |                    | 1                  | Denver             | 23        |           |                     |                     |                     |    |  |                       |                       |                       |    |  |                   |                   |                   |
|  | 5                  | 1                  | Denver             | 23        | Buffalo   | 17                  |                     |                     |    |  |                       |                       |                       |    |  |                   |                   |                   |
|  | 5                  |                    |                    |           | Buffalo   | 17                  |                     |                     |    |  |                       |                       |                       |    |  |                   |                   |                   |
|  | 4                  | Miami              | 24                 |           |           |                     |                     |                     |    |  |                       |                       |                       |    |  |                   |                   |                   |
|  | 4                  | Miami              | 24                 |           | 4         | Miami               | 3                   |                     |    |  |                       |                       |                       |    |  |                   |                   |                   |
|  |                    |                    |                    |           | 4         | Miami               | 3                   |                     |    |  |                       |                       |                       |    |  |                   |                   |                   |
|  |                    |                    | 1                  | Denver    | 38        |                     |                     |                     |    |  |                       |                       |                       |    |  |                   |                   |                   |
|  |                    |                    | 1                  | Denver    | 38        |                     |                     |                     |    |  |                       |                       |                       |    |  |                   |                   |                   |
|  |                    |                    |                    |           |           |                     |                     |                     |    |  |                       |                       |                       |    |  |                   |                   |                   |
|  |                    |                    |                    |           |           |                     |                     |                     |    |  |                       |                       |                       |    |  |                   |                   |                   |
|  |                    |                    |                    |           |           |                     |                     |                     |    |  |                       | A1                    | Denver                | 34 |  |                   |                   |                   |
|  |                    |                    |                    |           |           |                     |                     |                     |    |  |                       |                       |                       |    |  |                   |                   |                   |
|  |                    | N2                 | Atlanta            | 19        |           |                     |                     |                     |    |  |                       |                       |                       |    |  |                   |                   |                   |
|  | 5                  | N2                 | Atlanta            | 19        | Green Bay | 27                  |                     |                     |    |  |                       |                       |                       |    |  |                   |                   |                   |
|  | 5                  |                    |                    |           | Green Bay | 27                  |                     |                     |    |  |                       |                       |                       |    |  |                   |                   |                   |
|  | 4                  | San Francisco      | 30                 |           |           |                     |                     |                     |    |  |                       |                       |                       |    |  |                   |                   |                   |
|  | 4                  | San Francisco      | 30                 |           | 4         | San Francisco       | 18                  |                     |    |  |                       |                       |                       |    |  |                   |                   |                   |
|  |                    |                    |                    |           | 4         | San Francisco       | 18                  |                     |    |  |                       |                       |                       |    |  |                   |                   |                   |
|  |                    |                    | 2                  | Atlanta   | 20        |                     |                     |                     |    |  |                       |                       |                       |    |  |                   |                   |                   |
|  |                    |                    | 2                  | Atlanta   | 20        |                     |                     |                     |    |  |                       |                       |                       |    |  |                   |                   |                   |
|  |                    |                    |                    |           |           |                     |                     |                     |    |  |                       |                       |                       |    |  |                   |                   |                   |
|  |                    |                    |                    |           |           |                     |                     |                     |    |  |                       |                       |                       |    |  |                   |                   |                   |
|  |                    |                    |                    |           |           |                     | 2                   | Atlanta             | 30 |  |                       |                       |                       |    |  |                   |                   |                   |
|  | NFC                |                    |                    |           |           |                     | 2                   | Atlanta             | 30 |  |                       |                       |                       |    |  |                   |                   |                   |
|  |                    | 1                  | Minnesota          | 27        |           |                     |                     |                     |    |  |                       |                       |                       |    |  |                   |                   |                   |
|  | 6                  | 1                  | Minnesota          | 27        | Arizona   | 20                  |                     |                     |    |  |                       |                       |                       |    |  |                   |                   |                   |
|  | 6                  |                    |                    |           | Arizona   | 20                  |                     |                     |    |  |                       |                       |                       |    |  |                   |                   |                   |
|  | 3                  | Dallas             | 7                  |           |           |                     |                     |                     |    |  |                       |                       |                       |    |  |                   |                   |                   |
|  | 3                  | Dallas             | 7                  |           | 6         | Arizona             | 21                  |                     |    |  |                       |                       |                       |    |  |                   |                   |                   |
|  |                    |                    |                    |           | 6         | Arizona             | 21                  |                     |    |  |                       |                       |                       |    |  |                   |                   |                   |
|  |                    |                    | 1                  | Minnesota | 41        |                     |                     |                     |    |  |                       |                       |                       |    |  |                   |                   |                   |
|  |                    |                    | 1                  | Minnesota | 41        |                     |                     |                     |    |  |                       |                       |                       |    |  |                   |                   |                   |
|  |                    |                    |                    |           |           |                     |                     |                     |    |  |                       |                       |                       |    |  |                   |                   |                   |

### AFC
- Jogos de Wild-Card: MIAMI 24, Buffalo 17; JACKSONVILLE 25, New England 10
- Playoffs de divisão: DENVER 38, Miami 3; N.Y. JETS 34, Jacksonville 24
- AFC Championship: DENVER 23, N.Y. Jets 10 no Mile High Stadium, Denver, Colorado, 17 de janeiro de 1999

### NFC
- Jogos de Wild-Card: Arizona 20, DALLAS 7; SAN FRANCISCO 30, Green Bay 27
- Playoffs de divisão: ATLANTA 20, San Francisco 18; MINNESOTA 41, Arizona 21
- NFC Championship: Atlanta 30, MINNESOTA 27 (OT) no Metrodome, Minneapolis, Minnesota, 17 de janeiro de 1999

### Super Bowl
- Super Bowl XXXIII: Denver (AFC) 34, Atlanta (NFC) 19, no Pro Player Stadium, Miami, 31 de janeiro de 1999

## Lideres em estatísticas na Temporada Regular

### Time
| Pontos marcados                 | Minnesota Vikings (556)     |
| Total de jardas                 | San Francisco 49ers (6,800) |
| Jardas terrestres               | San Francisco 49ers (2,544) |
| Jardas aéreas                   | Minnesota Vikings (4,328)   |
| Menos pontos cedidos            | Miami Dolphins (265)        |
| Menos jardas cedidas            | San Diego Chargers (4,208)  |
| Menos jardas terrestres cedidas | San Diego Chargers (1,140)  |
| Menos jardas aéreas cedidas     | Philadelphia Eagles (2,720) |

### Individual
| Pontos                       | Gary Anderson, Minnesota (164 pontos)            |
| Touchdowns                   | Terrell Davis, Denver (23 TDs)                   |
| Mais field goals feitos      | Al Del Greco, Tennessee (36 FGs)                 |
| Jardas terrestres            | Terrell Davis, Denver (2,008 jardas)             |
| Rating                       | Randall Cunningham, Minnesota, (106.0 rating)    |
| Passes para touchdown        | Steve Young, San Francisco (36 TDs)              |
| Recepções                    | O.J. McDuffie, Miami (90 recepções)              |
| Jardas recebidas             | Antonio Freeman, Green Bay (1,424)               |
| Jardas por retorno (Punt)    | Deion Sanders, Dallas (15.6 jardas de média)     |
| Jardas por retorno (Kickoff) | Terry Fair, Detroit (28.0 jardas de média)       |
| Interceptações               | Ty Law, New England (8)                          |
| Jardas por Punt              | Craig Hentrich, Tennessee (47.2 jardas de média) |
| Sacks                        | Michael Sinclair, Seattle (16.5)                 |

## Prêmios
| Jogador Mais Valioso                                             | Terrell Davis, Running Back, Denver    |
| NFL Coach of the Year (Treinador do Ano)                         | Dan Reeves, Atlanta                    |
| NFL Offensive Player of the Year (Jogador Ofensivo do Ano)       | Terrell Davis, Running Back, Denver    |
| NFL Defensive Player of the Year (Jogador Defensivo do Ano)      | Reggie White, Defensive End, Green Bay |
| NFL Offensive Rookie of the Year (Novato Ofensivo do Ano)        | Randy Moss, Wide Receiver, Minnesota   |
| NFL Defensive Rookie of the Year Award (Novato Defensivo do Ano) | Charles Woodson, Cornerback, Oakland   |
| NFL Comeback Player of the Year                                  | Doug Flutie, Quarterback, Buffalo      |